# 四川大学
四川大学（英語：Sichuan University），简称川大，位于中国四川省成都市，是中华人民共和国教育部直属全国重点大学，中国中央直管高校，也是中国历史最为悠久的大学之一。四川大学起始于1896年四川总督鹿传霖奉光绪特旨创办的四川中西学堂，是西南地区乃至中国最早的近代高等学校，四川大学承文翁之教，聚群贤英才。历史上，吴玉章、张澜曾执掌校务，共和国开国元勋朱德、共和国主席杨尚昆、文坛巨匠郭沫若、人民作家巴金、一代英烈江竹筠（江姐）等曾在川大求学。
四川大学是中华人民共和国排名前列的高校之一，現時屬於「軟科世界百強大學」，是双一流A类和原985工程、原211工程重点建设大学，同时入选高等學校創新能力提升計劃、基础学科拔尖学生培养试验计划、高等学校学科创新引智计划、卓越工程师教育培养计划、海外高层次人才引进计划，同时也是中俄“长江—伏尔加河”高校联盟牽頭成员及金砖国家大学联盟、海峡两岸暨港澳防灾减灾即永续发展大学联盟成員。

## 概况

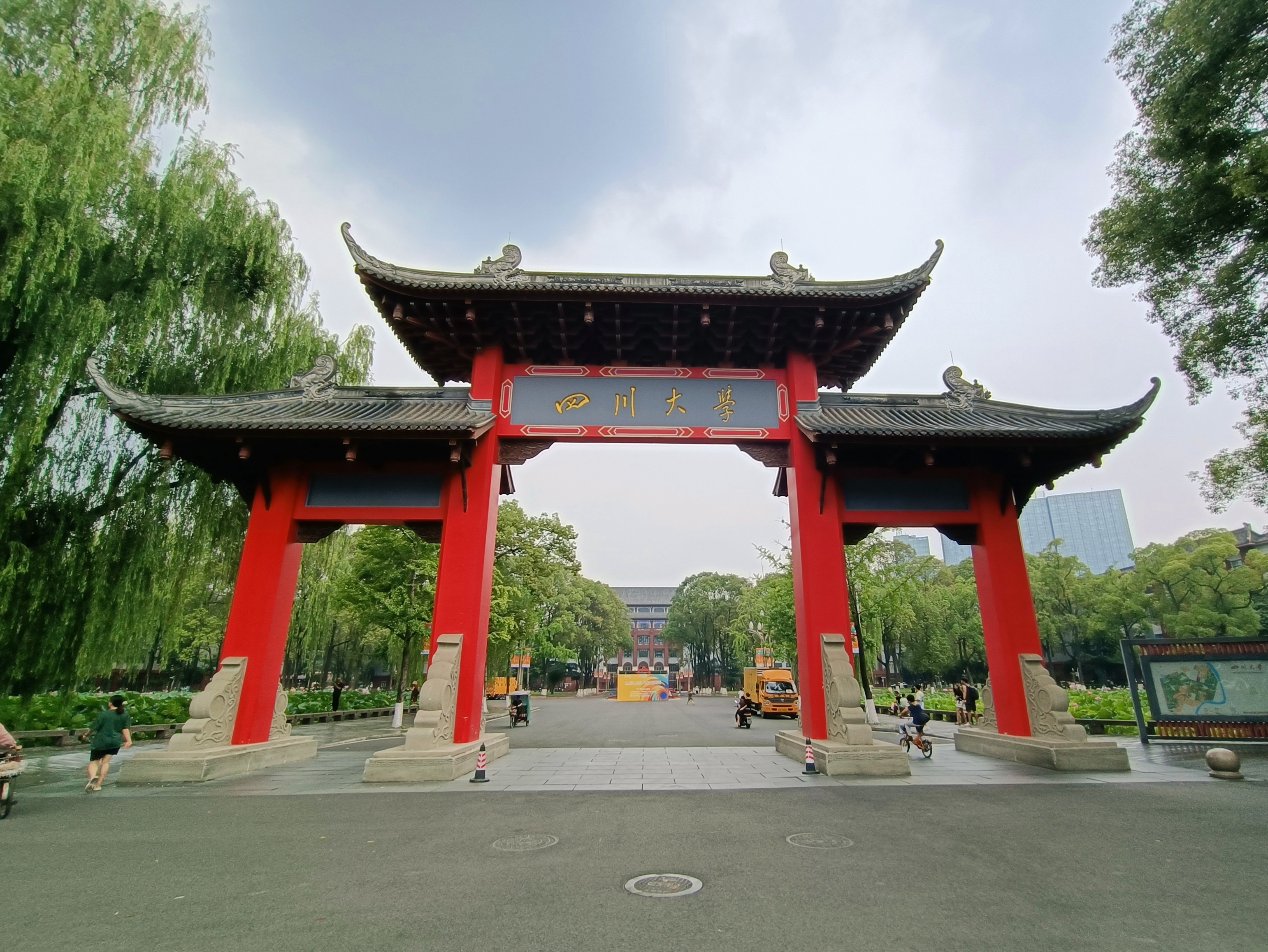
四川大學望江校區北门牌坊

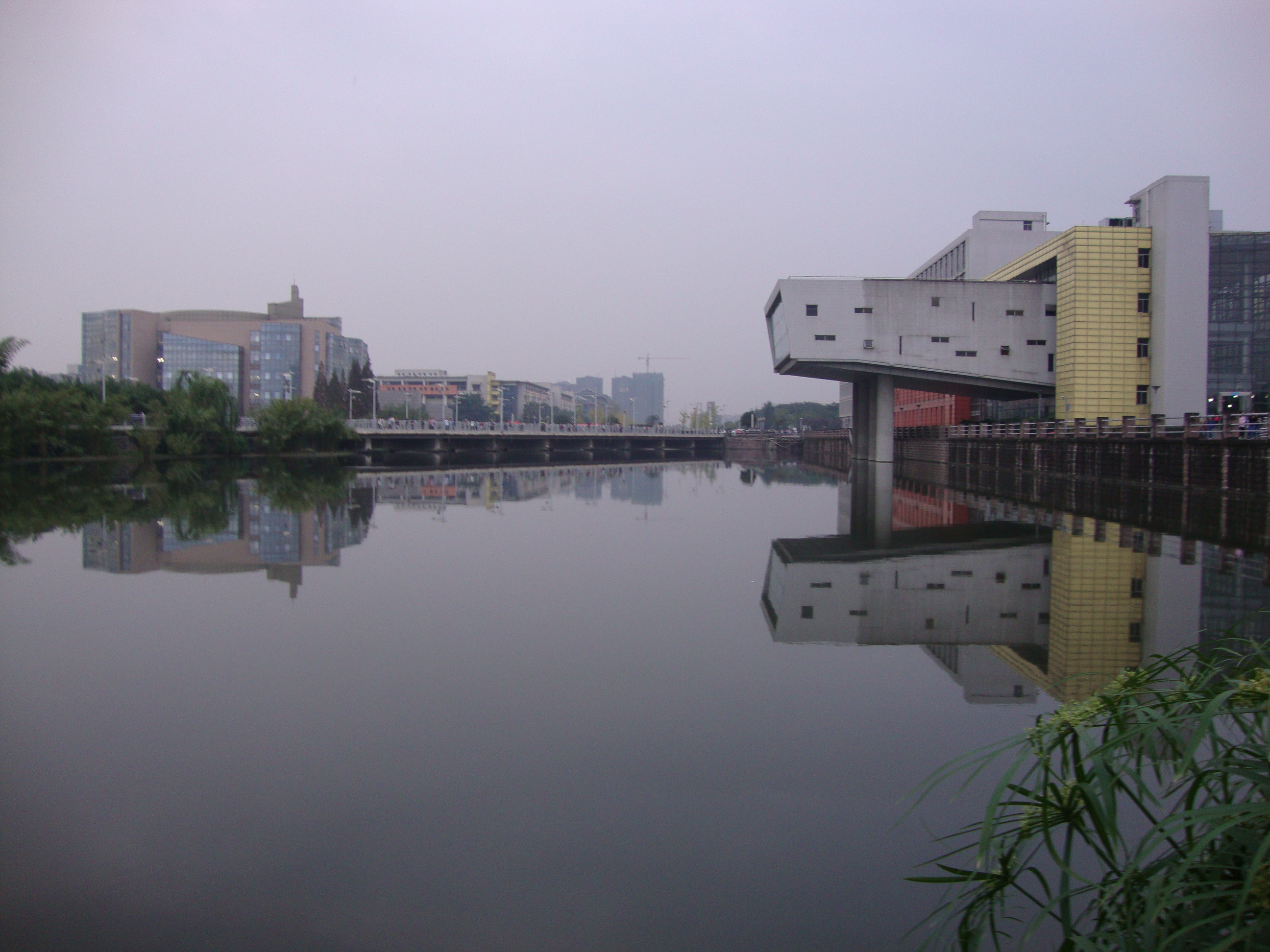
四川大學江安校區。照片中右側的建築爲第一教學樓，左側的爲江安校區圖書館

四川大学是中国教育部直属重点综合大学，985工程和211工程重点建设高校，設有文、理、工、医、经、管、法、史、哲、农、教、艺等12个学科门类。同时拥有5个一级国家重点学科和46个二级国家重点学科，博士学位授权一级学科49个，专业学位授权点38个，博士后流动站39个，国家重点培育学科4个，58个部省级重点学科，985工程科技创新平台8个和985工程哲学社会科学创新基地3个。
学校现有1个国家重大科技基础设施，共20个国家重点实验室、国家工程技术研究中心、国家应用数学中心、国家临床医学研究中心、国家工程实验室、国家地方联合工程实验室、国家地方联合工程研究中心、国家2011协同创新中心、国家国际科技合作基地；1个教育部前沿科学中心，10个教育部重点实验室、7个工程研究中心；2个省部共建协同创新中心，2个国家卫生健康委员会重点实验室，国家药品监督管理局重点实验室4个、监管科学研究基地1个；国家应急管理部重点实验室1个，中央网信办国家智能社会治理实验室基地1个，78个省级科研基地；国家高端智库培育单位1个，铸牢中华民族共同体意识研究基地1个，教育部人文社会科学重点研究基地4个、区域与国别研究培育基地4个。
四川大学在长期的办学历程中，形成了深厚的人文底蕴、扎实的办学基础和以校训“海纳百川，有容乃大”、校风“严谨、勤奋、求是、创新”为核心的川大精神。近年来，学校围绕建设具有中国特色、川大风格的世界一流大学的奋斗目标，确立了“以人为本，崇尚学术，追求卓越”的现代大学办学理念，建立了“以院系为管理重心，以教师为办学主体，以学生为育人中心”的管理运行新机制，提出了“精英教育、质量为本、科教结合、学科交叉”的人才培养指导思想，确立了培养“具有崇高理想信念、深厚人文底蕴、扎实专业知识、强烈创新意识、宽广国际视野的国家栋梁和社会精英”的人才培养目标。

## 历史沿革
1994年，原四川大学与原成都科技大学合并，建立四川联合大学，后于1998年更名为四川大学。2000年，四川大学与原华西医科大学合并，组建了新的四川大学。

### 原四川大学沿革

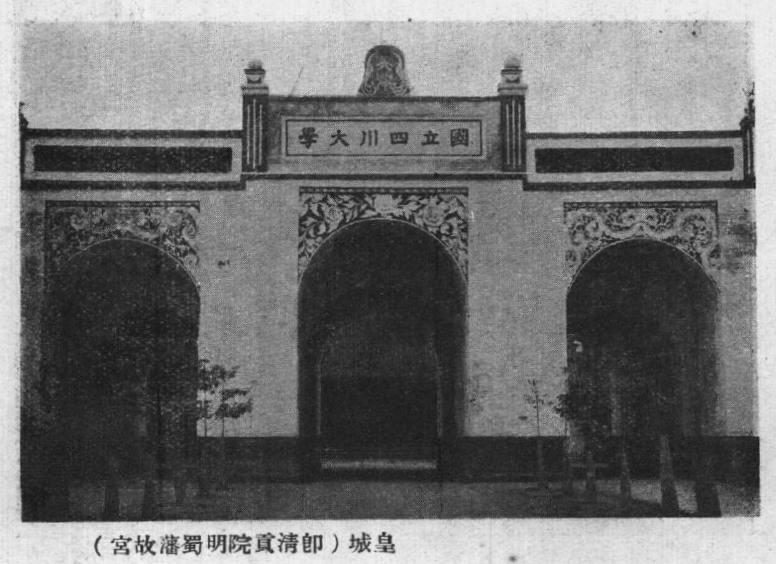
民國24年前之國立四川大學、皇城、明清貢院、明蜀藩故宮

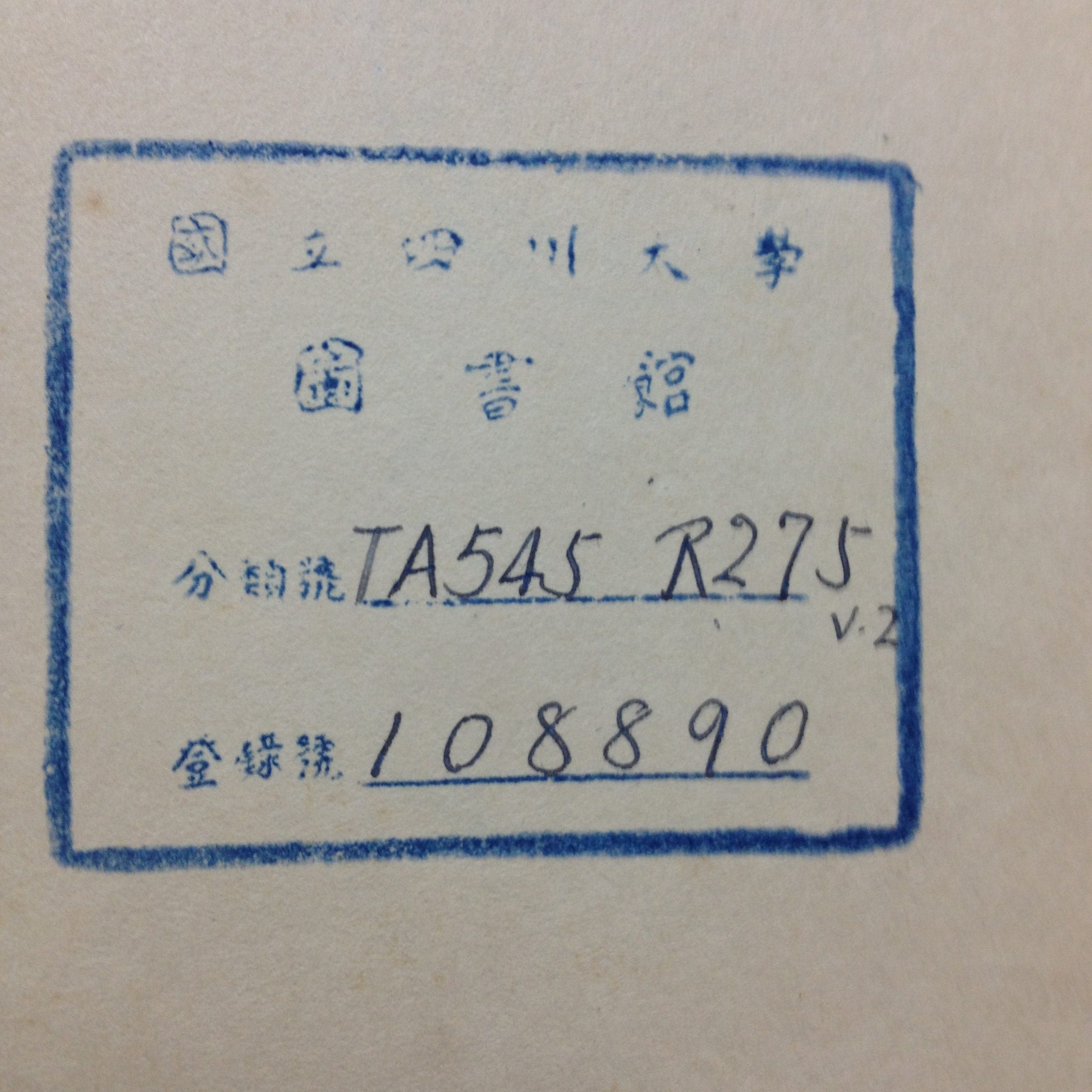
國立四川大學的藏書章

四川大学近代最早的前身是清代1896年成立的四川中西学堂。1902年，四川中西学堂和尊经书院、锦江书院合并，组建为四川大学堂；年底改称四川高等学堂（四川通省高等学堂）。1905年，四川师范学堂（四川通省师范学堂）创立。
四川师范学堂、四川中西学堂及合并后的四川高等学堂是清末洋务运动“中学为体，西学为用”在四川文化教育方面的产物，为近代新式高校，和后来并入四川大学的近代四川五大专门学堂即四川法政学堂（1905年）、四川农业学堂（1906年）、四川藏文学堂（1906年）、四川工业学堂（1908年）、四川存古学堂（1910年）一起形成清末以至民国初年四川高等教育的主要阵容。
辛亥革命后民国成立，四川高等学堂改称四川高等学校，四川师范学堂改称四川高等师范学校；五大专门学堂分别改称四川公立法政、农业、外国语、工业、国学专门学校。
1916年，四川高等学校与四川高等师范学校合并成立国立成都高等师范学校，成为当时的全国六大高师之一，是当时西南学区最高学府。成都高师是今四川大学的主源。
1926年，国立成都高师一分为二，部分另外组建国立成都大学，设文、理、法3个学院11个系；部分保留并于次年改为国立成都师范大学，设文、理、教育3个学院11个系、两个专修科。国立成都大学和国立成都师范大学，是当时西南地区仅有的两所（也是全国仅有的几所）国立大学，其校址位于当时的成都皇城，即今天的成都天府广场。
1927年，原法政、农业、外国语、工业、国学五大专门学校于组合为公立四川大学，设文、理、法、工、农5个学院19个系。四川公立高校形成国立成都大学、国立成都师大、公立四川大学三强鼎立的局面。
1931年，国立成都大学、国立成都师范大学、公立四川大学，三所学校合并成立国立四川大学，成为当时中華民國最早的13所国立大学之一。學校此時的校本部位於原來的貢院，另在南較場也有辦學地點。
1937年前半年，国民政府已有建设西南基地的构想，蒋介石曾有请张伯苓出掌四川大学的设想，但被张伯苓以“在先与严范孙先生有誓约，愿终身办理南开”婉拒。第二次中日戰爭爆發後，四川大學為躲避日軍轟炸，於1939年9月搬遷至峨眉山。1943年遷回成都九眼橋附近的新校區，即现在的望江校区。
历经发展，到1949年10月前夕，四川大学共有文、理、法、工、农、师范6个学院，中文、历史、英文、法律、政治、经济、数学、物理、化学、生物、地理、航空工程、土木水利工程、电机工程、机械工程、化学工程、农业、园艺、植物病虫害、蚕桑、农业经济、农业化学、森林、畜牧兽医、教育等25个系，10余个专修科，文科、理科两个研究所。共有教职工981人，其中专任教授113人，副教授53人，讲师79人；在校研究生、本专科生合计5057人，占全省大学生数的三分之二，是当时国内规模最大的高等学校之一。
1950年代院系调整前，四川大学拥有六大学院（文、理、法、工、农、师范），共几十大学科。在50年代的院系调整中，四川大学定位为文理综合大学，保留和加强文理学科，其余学科全部调出，还有一些个别系科从川大调往其他高校、科研院所、社科院所等科研机构。一些本应加强和保留的文理科，也有不同程度的学科和师资外调。四川大学院系调整情况如下：
- 四川大学航空系，与清华大学、北洋大学（今天津大学）、西北工学院（今西北工业大学）、厦门大学、华北大学工学院（今北京理工大学）、西南工业专科学校（今重庆建筑大学）、云南大学的航空院系共同组建成立北京航空学院（现北京航空航天大学）。[12]
- 四川大学土建铁道专业调往参与组建中南土木建筑学院。
- 四川大学化工、农产等系与兄弟院校组建四川化工学院，是中华人民共和国最早的两所化工专业高校之一。
- 四川大学工学院剩余部分独立，以其为主体组建成都工学院，成为当时中国八大工学院之一。
- 成都工学院与四川化工学院合并，仍名成都工学院。成都工学院发展为后来的中科院、国家教委（即今教育部）直属全国重点大学成都科技大学。在与四川大学重新合并之前，成都科技大学的国家重点学科、国家重点实验室、博士后流动站、科研经费等重要指标，均雄踞当时的西南地区所有高校第1位。
- 四川大学政法学院师生400余人调往重庆，与重庆大学法学院、云南大学法律和政治专业、贵州大学法学系共同组建西南政法学院，即后来的西南政法大学。
- 四川大学农学院园艺、植物病虫害、蚕桑、农化四个系的教师26人，学生165人于1952年调整到西南农学院。调出的教授、副教授，有侯光炯、李驹、张文湘、李隆术、刘佩英、刘明钊，赵烈、王道容等。并从西南农学院、云大农学院等调入小部分师生。西南农学院后为西南农业大学（今西南大学）。
- 四川大学农学院剩余部分独立建院，全迁雅安成立四川农学院，后为211院校四川农业大学。彭家元、曾省、程复新、李荫桢、张松荫、佘耀彤、陈之长、刘运筹、王善佺、陈朝玉，杨允奎，杨凤、杨志农、周开达、颜济、夏定友、荣廷昭、郭万柱等川农的顶梁柱级知名教授，基本都可追源至川大农学院时期。
- 四川大学师范学院本科部分调往西南师范学院，现并入西南大学，西南师范学院的主要优势学科教育学科和心理学科的知名开创性的大师级人物，大多都来自当时的实力雄厚的四川大学师范学院，如普施泽、张敷荣、叶麟、何其恺、张增杰等。
- 四川大学师范学院专科部分调往当时的四川师院，后该校又分化为四川师院（今四川师范大学）和南充师专（今西华师范大学）。
- 四川大学地质系调往重庆大学，而后重庆大学地质系全部调出，参与组建成都地质学院，即成都理工大学。
- 四川大学地理系，与浙江大学地理组，金陵女子大学地理系共同调入南京大学地理系。
- 四川大学经济系的彭迪先教授受西南局之委派做为四川财经学院筹建小组主任，领导创办了四川财经学院（之后又调回了川大），1951年10月，刘诗白、柴咏、何高著、高成庄、罗经先、税显光和归润章等一批教授随彭迪先教授从四川大学来到了光华园，协助创建四川财经学院（今西南财经大学），1952至1953年，四川财经学院由当时西南地区17所学校的财经系科合并成立。

至此，川大自身只剩下了文、理两大学科，并接收来自重庆大学和华西大学的文理学科，遂从综合型大学转变为文理科综合大学，归教育部直属。1960年，四川大学成为国家首批全国重点大学，是当时全国13所全国重点文理综合性大学之一。

### 原成都科技大学沿革

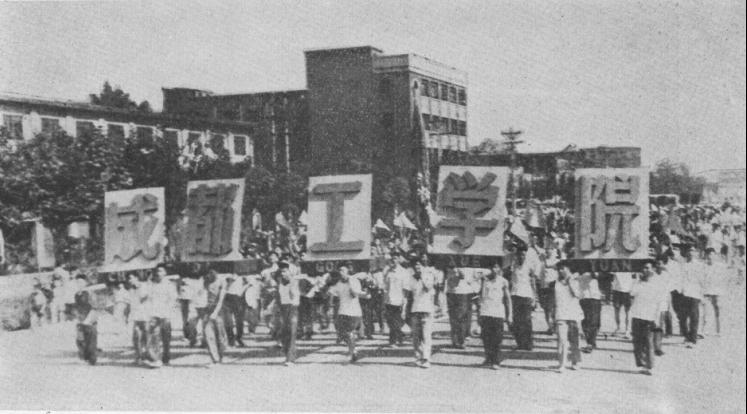
1963年全院7000余师生援越大游行途经人民南路广场

成都科技大学原名成都工学院，成立于1954年8月。中华人民共和国初期主要布局建立的知名工学院之一，隶属于原中央人民政府高等教育部。 学院沿革于1944年秋设立的国立四川大学理学院工科（即四川大学工学院前身）、经拓展而于1954年独立建院的成都工学院，和1952年全国院系调整组建的四川化工学院。两校于1954年11月29日经国务院批准合并，定名为成都工学院。
原国立四川大学理学院，于1944年首设工科土木水利系和航空工程系（分别由原中央水工试验室张有龄、中央航空研究院林致平担任系主任）；1945年增设机电工程系，成立四川大学理工学院（院长郑愈）；1947年经教育部批准理工分建，正式成立国立四川大学工学院（首任院长李寿同），挂牌在九眼桥三官塘原川西机械厂（后南光厂）；1948年增设化学工程系，同时机电工程系拆分为机械工程系和电机工程系；建国初先后并进云南大学、川北大学、西南工专等院校的机电土木水利类专业；1952年土木水利系拆分为土木工程系和水利工程系，航空工程系调北京航空学院，铁道建筑工学调中南土木建筑学院（现湖南大学）；1954年8月27日四川大学工学院独立建院。
原四川化工学院，是根据建国初教育部“发展专门学院，整顿和加强综合性大学”的方针，西南军政委员会文教部发文由原四川大学、重庆大学和华西大学、川南工专等院校的化工、皮革、造纸、制糖等专业于1952年10月调配组建而成。设有制革工学、酸碱工学、造纸工学和食品工学本、专科（含化工机械）各4个，首任院长（副）郑方。校址地泸州。
成都工学院办学初期，又遵高教部指示，1956年植物纤维造纸工学调天津大学，糖品物工学调华南工学院；1960年土木工程系整迁重庆，组建重庆交通学院。
1978年10月23日到1981年学校划归中国科学院领导，更名为成都科技大学，列为全国重点大学。
1993年11月，与同属国家教委的全国重点大学原四川大学合并，改称四川联合大学，1998年12月22日更名为四川大学。

### 原华西医科大学沿革

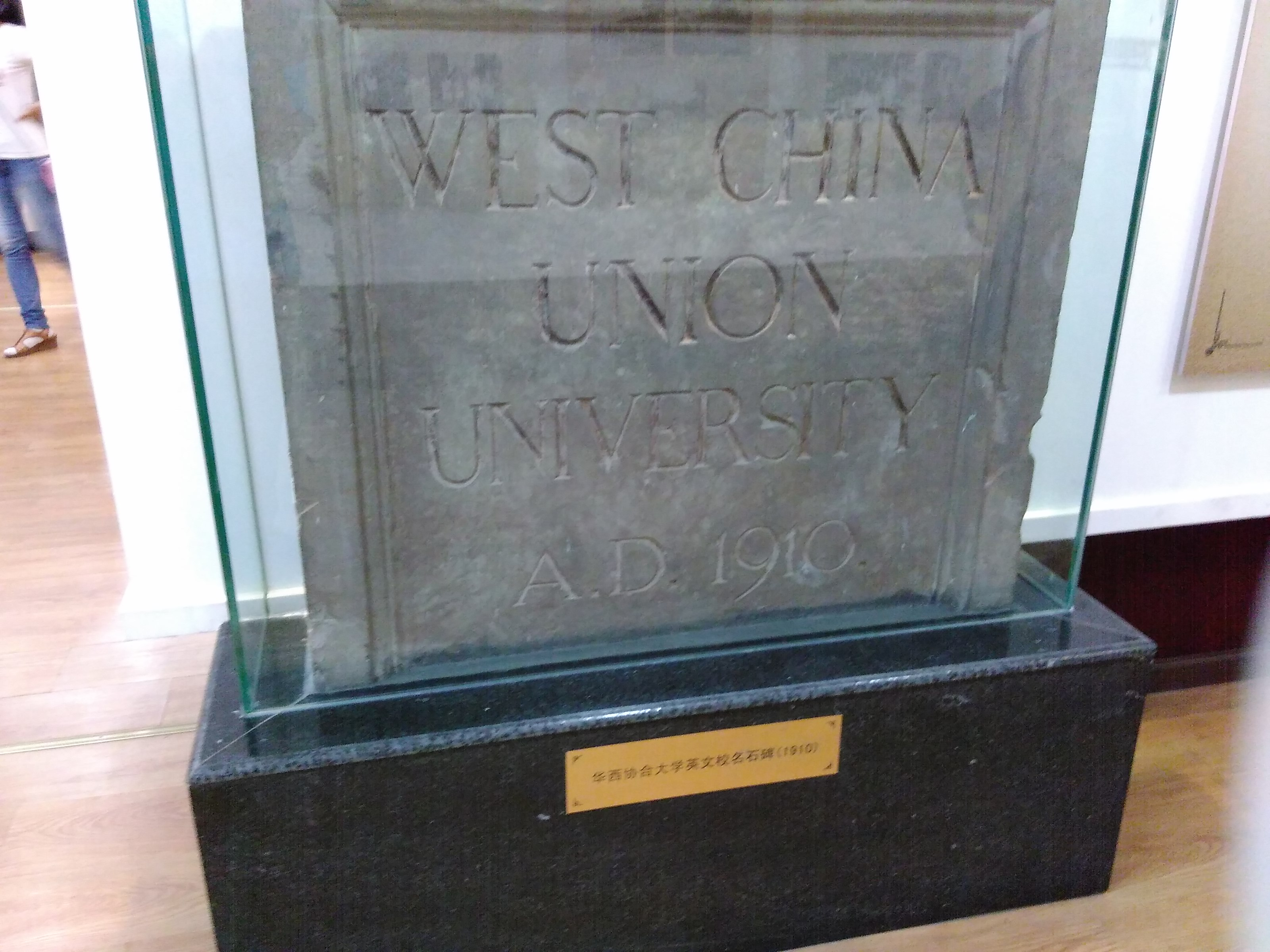
華西協和大學的校名石碑，現藏於四川大學校史館中

华西协合大学，又称華西聯合大學。于1910年由美国、英国、加拿大的5个教会组织创办，校址位于四川省成都市府南河畔的华西坝。1951年更名為「華西大學」，1952年华西大学文理科等专业并入四川大学，剩下的医科部分接收重庆大学医学院等院系于1953年改稱「四川醫學院」，1985年5月改名华西医科大学。2000年，四川大学与原华西医科大学合并为现有的四川大学。

## 学科建设

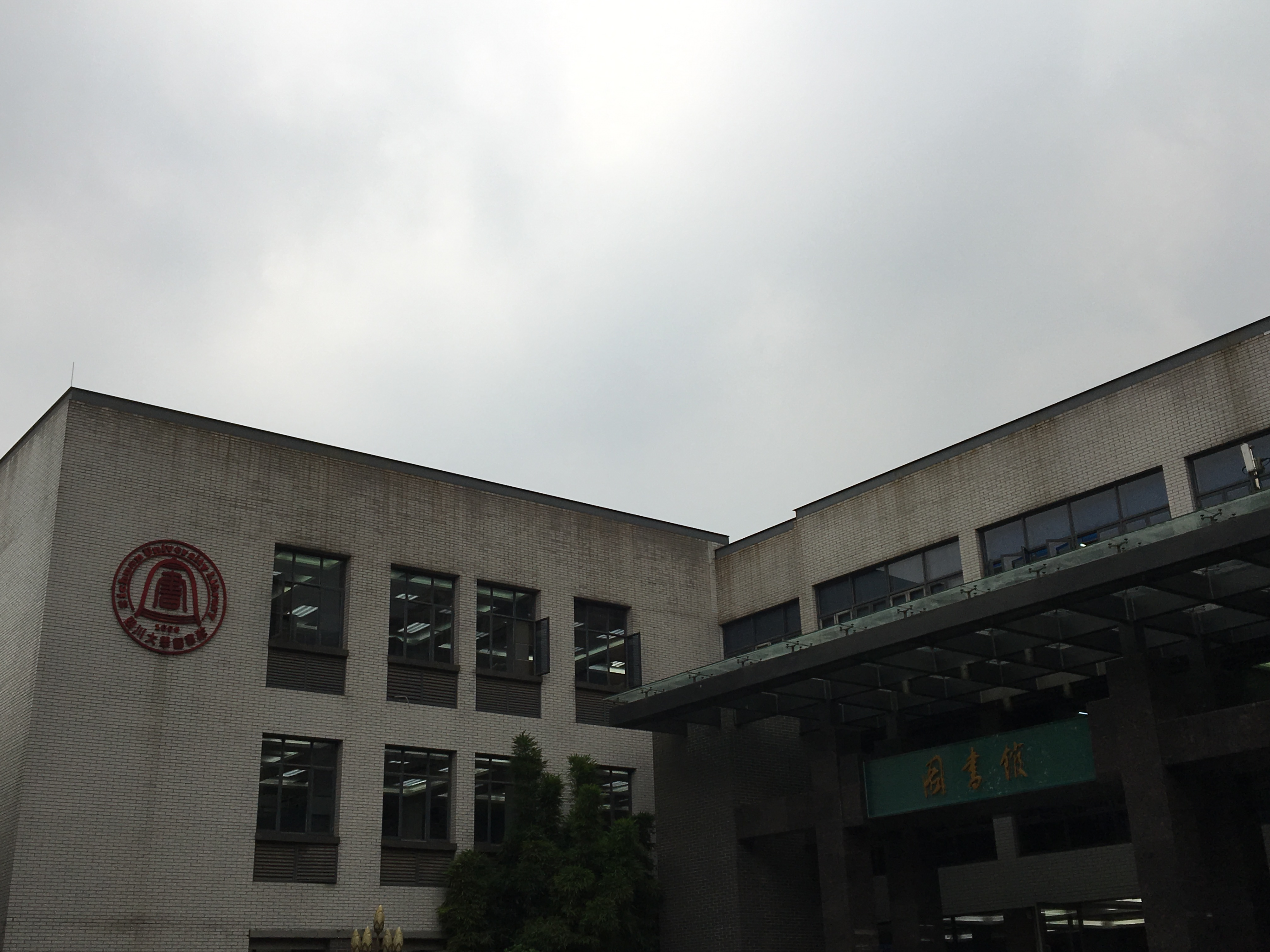
四川大學圖書館文理分館（合校前爲四川大學圖書館）

学科覆盖文、理、工、医、经、管、法、史、哲、农、教、艺术等12个门类。学校有44个一级学科博士学位授权点，277个二级学科博士学位授权点，361个二级学科硕士学位授权点，13个专业学位硕士点，126个本科专业，28个博士后科研流动站，46个国家重点学科，14个“十五”“211工程”重点建设学科，8个“985工程”科技创新平台和3个“985工程”哲学社会科学创新基地，66个部省级重点学科，11个国家重点实验室、国家工程实验室及国家工程技术研究中心，1个国家技术转移中心，13个教育部重点实验室、工程研究中心及网上合作中心，3个卫生部重点实验室，45个省级重点实验室，4个教育部哲学社会科学重点研究基地，6个国家人才培养和科学研究及课程教学基地，3个国家级临床研究基地，学校还是教育部确定的大学生文化素质教育基地。

### 一级国家重点学科
数学、口腔医学、中国语言文学、材料科学与工程、生物医学工程。

### 二级国家重点学科
以下列表不包括以上5个一级重点学科里所有19个二级学科。
| 文 | 政治经济学、历史文献学、专门史、宗教学 |
| 理 | 原子与分子物理、有机化学、材料物理与化学、遗传学、植物学 |
| 工 | 计算机应用技术、核技术及应用、水力学及河流动力学、岩土工程、固体力学、化学工程、皮革化学与工程                                                                         |
| 医 | 法医学、内科学（呼吸系病）、内科学（消化系病）、儿科学、影像医学与核医学、外科学（骨外）、外科学（普外）、外科学（胸心外）、妇产科学、肿瘤学、营养与食品卫生学、药剂学 |

### 國際應急醫療隊
截至2018年WHO轄下有兩支最高等級(WHO type 3)國際應急醫療隊，一支由以色列軍方成立，另一支為中國四川大學成立，平時接受擁有國與WHO雙重領導，type3級醫療隊必須隨時能空運至災難現場利用帳篷或當地建築成立醫學中心等級醫院，且獨立運作至少一個月每天能完成數百台手術，屬於機動醫院的最高水準。

## 师资队伍
四川大学现有专任教师3800余人，其中具有正高级职称的1493人，具有博士学位的1841人。学校有中国科学院和中国工程院院士14人，加拿大工程院院士1人，杰出教授6人，国家千人计划入选者61人（含青年项目30人，外专项目2人），长江学者奖励计划特聘教授38人和讲座教授13人，国家自然科学杰出青年基金获得者65人，“973”首席科学家9人、牵头“973”重大基础研究项目12项，国家社科基金重大招标（委托）项目获得者23人（25项），国家教学名师奖获得者12人，高端外籍教师12人，全职外籍教师54人。四川省千人计划（含原四川省百人计划）入选者63人。学校探索建立了校、院两级管理体制，建立了教授委员会、四川大学杰出教授、首席科学家等制度。

## 校园环境

### 全國重點文物保護單位
2013年，四川大学早期建筑群被国务院公布为第七批全国重点文物保护单位，包括望江校区的行政大楼和华西校区老建筑群（办公楼、第一、二、四、五、六教学楼、老图书馆和钟楼）共九棟建築物。

### 成都市历史建筑保护单位
2014年，成都市人民政府公布了成都市第二批历史建筑保护名录，其中包括位于四川大学望江校区的原四川大学女生院和位于华西校区的四川大学志德堂、华西协合大学中国文化研究所旧址。
2017年，成都市人民政府公布了成都市第八批历史建筑保护名录，其中包括位于四川大学华西校区的原华西协合大学校长楼。
2018年，成都市人民政府公布了成都市第十批历史建筑保护名录，其中包括位于四川大学望江校区的四川大学数理馆与四川大学化学馆。

### 三大校区
目前四川大学共有有三个校区，分别为望江校区、华西校区和江安校区（新校区）。
- 望江校区：位于成都市一环路南一段24号，因与望江楼公园相临而得名。校园按文华大道分为东区和西区，其中东区原四川大学校址，西区为原成都科技大学校址。

- 华西校区：位于成都市人民南路三段17号，即华西坝。校区周边医院众多，其中四川大学华西医学中心拥有四川大学华西医院[25]、四川大学华西第二医院[26]、四川大学华西第四医院[27]、四川大学华西口腔医院[28] 等四所附属医院。

- 江安校区：位于成都市双流区西航港街道川大路。设有往返望江校区和华西校区的校车，全程需要30分钟左右的时间。为本科生一、二年级及部分学院研究生就读的校区，也有部分学院将全体本科生搬迁至此。

### 图书馆

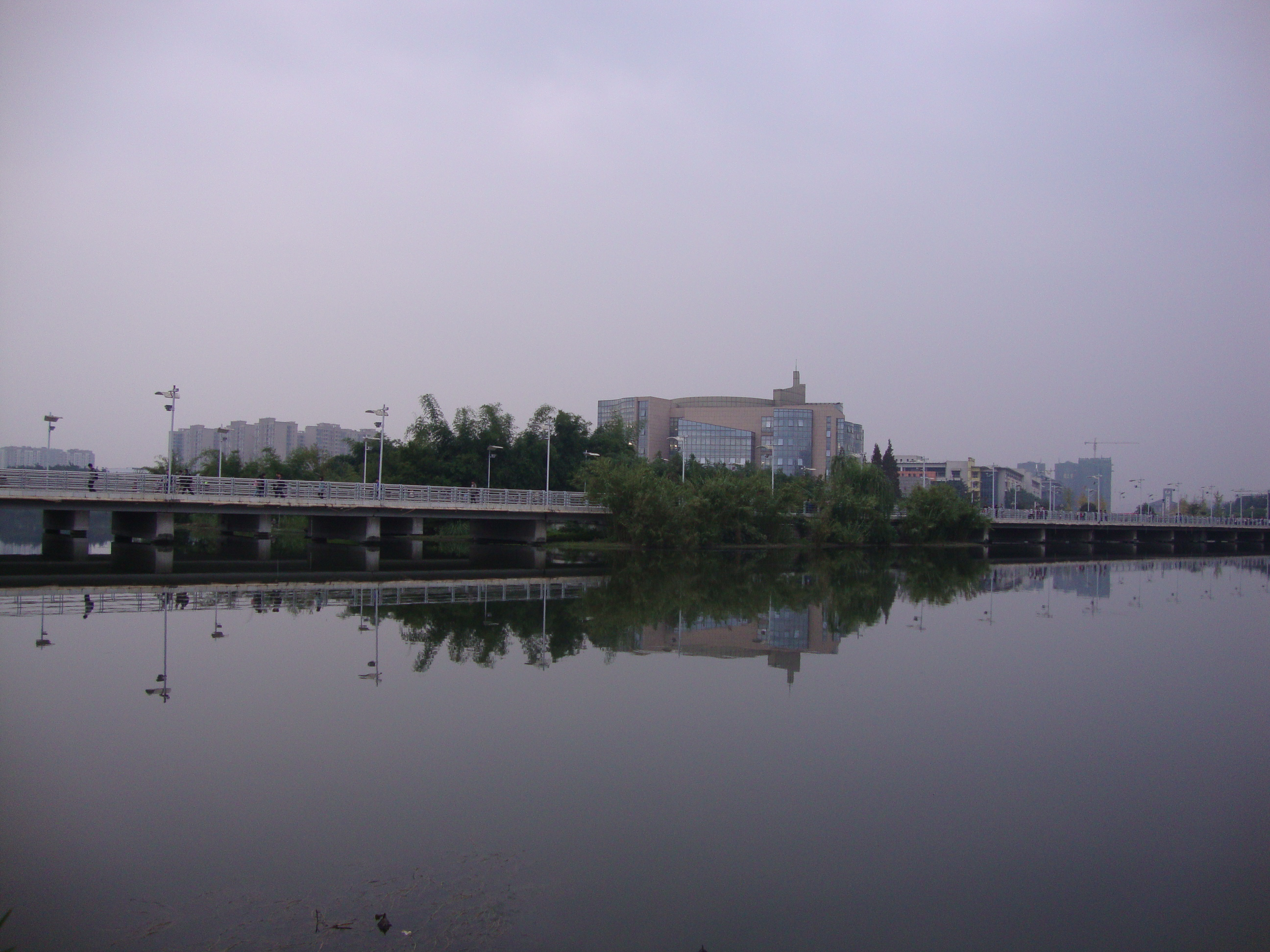
四川大學江安圖書館

四川大学图书馆始建于1896年，是中国西南地区历史最为悠久、文献规模最大的图书馆，馆舍总面积63,100平方米；馆藏纸质文献总量828万册，电子文献数据库321个（中文117个，外文204个），中外文电子图书368万册，中外文电子期刊12万种，音视频22万小时。可提供阅览、外借、参考咨询、科技项目查新、文献传递、馆际互借、用户培训、声像视听、复印复制、打印扫描等多种信息服务，并为本科生、研究生开设“信息检索与利用课”。馆内安装了上千个数字化接口，无线网络全面开通。
四川大学图书馆现由四个分馆组成，分别为：文理图书馆，工学图书馆，医学图书馆和江安图书馆。

### 博物馆
1987年，四川大学图书馆（现文理图书馆）落成，原图书馆被改为校博物馆，位于望江校区东区体育场。2005年博物馆另建新馆，位于东门外望江路，并于2005年5月起正式对外开放，老馆改作校史纪念馆。2019年9月起，四川大学博物馆和自然博物馆进入改造阶段，与成都市共同建设四川大学博物馆群。经过近四年的改造工作，四川大学博物馆于2023年7月27日开始试运营。
四川大学博物馆是国内高校仅有的综合性博物馆，珍藏文物4万余件，动、植物标本60万余件（份）。
四川大学动物标本馆是由原四川大学动物标本室和原华西协合大学自然历史博物馆于1952年院系调整时合并建立的，最早的标本采集于1908年。著名生物学家周太玄、刘承钊、陈义、雍克昌、马德、胡淑琴等曾先后为四川大学动物标本馆的建设和发展付出过劳动。目前标本收藏已达到8万多号。
四川大学植物标本馆由植物学先驱钱崇澍教授于1935年创建，后由世界著名植物学家方文培教授发展壮大。目前共收藏植物标本50余万份。其中经过研究发表的植物新种模式标本1000余份，其规模和数量名列中国高等院校首位。

## 院系设置
- 经济学院
- 法学院
- 文学与新闻学院（新闻学院）
- 外国语学院
- 艺术学院
- 历史文化学院（旅游学院、考古文博学院）
- 数学学院
- 物理学院
- 化学学院
- 生命科学学院
- 电子信息学院
- 材料科学与工程学院
- 机械工程学院
- 电气工程学院
- 计算机学院（软件学院、智能科学与技术学院）
- 建筑与环境学院
- 水利水电学院
- 化学工程学院
- 轻工科学与工程学院
- 高分子科学与工程学院
- 华西基础医学与法医学院
- 华西临床医学院（华西医院）
  - 华西护理学院
- 华西第二医院
- 华西口腔医学院（华西口腔医院）
- 华西公共卫生学院（华西第四医院）
- 华西药学院
- 公共管理学院
- 商学院
- 马克思主义学院
- 体育学院
- 灾后重建与管理学院
- 空天科学与工程学院
- 匹兹堡学院
- 国际关系学院
- 网络空间安全学院
- 海外教育学院
- 哲学系
- 生物医学工程学院
- 碳中和未来技术学院

## 联合办学
四川大學─香港理工大學災後重建與管理學院：在香港赛马会捐款2亿人民币的支持下，四川大學聯合香港理工大學共同创建。学院于2013年5月8日正式运行，設有多個相關專業。
四川大學匹茲堡學院：2013年，匹兹堡大学邀请川大代表团對其進行访问。匹大校長马克·诺顿伯格与川大校長谢和平签署了合作协议。次年3月，四川大学匹兹堡学院正式获得中華人民共和國教育部批函及办学许可证，同年7月2日，四川大学匹兹堡学院奠基，學院設於成都市雙流區的四川大學江安校區。

## 排名声誉
由中国统计出版社最新出版的《挑大学 选专业--2014高考志愿填报指南》中，四川大学排在南京大学、武汉大学之后，位列“中国大学100强”第8位并进入中国一流大学之列。在韦伯麦特里克斯网亚洲大学（不包括中东地区）排名(2014)中，四川大学位列亚洲第25位，大陆排名在复旦大学（亚洲第22位）之后，同济大学（亚洲第35位）之前。根据2018年上海交通大学高等教育研究院世界一流大学研究中心发布的《世界大学学术排名》（ARWU），四川大学位于世界大学500强第151-200名，中国8-12名。
截至2021年，学校进入ESI排名全球前1%的学科领域19个，其中，化学、材料科学、临床医学、病毒学与药理学、工程学等学科领域进入全球前1‰。根據2017年的世界大學學術排名，四川大學的世界排名在151-200名。

## 传统与文化

### 校训
海纳百川，有容乃大
这八个字语出林则徐题于书室的一副自勉联：“海纳百川，有容乃大；壁立千仞，无欲则刚”。 它不仅蕴含着多种精神之内涵，并且恰巧暗嵌“川大”二字。
国立川大时期校训为：为天地立心，为生民立命，为往圣继绝学，为万世开太平。语出张载《横渠四句》。

### 校歌
1926年，张澜担任作为四川大学前身之一的国立成都大学校长一职。在掌校期间，张澜亲自对原《四川省城高等学堂校歌》歌词作了部分修改，形成了学校校歌：
岷山峨峨开天府，

江水泱泱流今古。

聚精会神生大禹，

近揆文教远奋武。

桓桓熊罴起西土，

锵锵鸣凤叶东鲁。

和神人，歌且舞，

领袖群英吾与汝。

## 校友
百余年来，吴玉章、中華人民共和国开国副主席张澜、任鸿隽、原中华民国教育部部长黄季陆、“东方黑格尔”张颐、中国数学家柯召、中華民國教育部部长程天放等都曾执掌校务。
冯友兰、蒙文通、杨明照、朱光潜、路得·那爱德、陈志潜、吴宓、吴大猷、徐僖、“汉园三诗人”之一的卞之琳、生物学家周太玄、植物学家方文培、张铨、徐中舒、郎毓秀、现代韩国的主要缔造者之一的金奎植、中国口腔医学创始人林则、文幼章等都曾在此任教。
郭沫若、作家巴金、朱德、李宗吾、周汝昌、杜道生、原国家主席杨尚昆、江竹筠（江姐）、卿希泰、戴秉国、陈昌智、嫦娥二号卫星总指挥张廷新、韩三平、央视主持人王小丫、杨红樱、主持人刘仪伟、歌手张靓颖、澳网女双冠军郑洁晏紫、蒋文文、蒋婷婷、中国民间保钓第一人童增、英国的第一位工程院华人院士宋永华、经济学家蒋学模、林大全、2010年中國内地首富李锂、大陆希望集团CEO陈斌、冯元春、诗人流沙河、调查记者刘建永、翻译家钟述孔、席文举、张和民、王光祈、原东方卫视台长陈梁、清华大学新传学院常务副院长尹鸿、“西南杂交水稻之父”周开达、德胜洋楼有限公司总监聂圣哲、沃尔玛中国高级副总裁王渝佳、中国移动副总裁李正茂、华图教育董事长易定宏、学而思董事长张邦新、中华英才网创始人张杰贤、汤小明、郑强、奥运冠军张山朱玲等曾在川大求学。
中国科学院和中国工程院院士中，有近100位是川大校友。2001年评选的近代50位“四川文化名人”中，有36人是川大校友。

## 争议事件

### 苏艳、顾成“学术妲己”[註 2]事件
2023年6月1日，有网友发帖爆料称，一位刚入职四川大学的研究员存在学术不端行为。在其公布的视频中显示，华南理工大学材料科学与工程学院2023届博士生毕业答辩会上，女博士生苏艳被参与评议的教授指出学术水平与发表十几篇SCI级别论文的实力严重不相符，最后点明其导师顾成将力保苏艳一起前往其他高校任教就职。相关事件随即登上中国大陆社交媒体热搜，引发社会各界关注。随着更多细节的披露，有疑似知情人指出，苏艳早在刚进入华南理工大学时，就介入其导师顾成的婚姻。顾成出轨且抢自己学生的论文给苏艳署名第一作者。
事件发酵后，四川大学发布声明，启动相关调查工作，将按照相关规定处理。不过四川大学后续并没有对此事再进行任何通报，有网友批评四川大学有意包庇相关人员，对该事件进行冷处理。

### 四川大学研究生张薇诬陷偷拍事件
2023年6月，四川大学新闻与传播学院研究生、中国共产党党员张薇在廣州地鐵误会一名56岁男子偷拍她，张薇在该男子自证没有偷拍行为以及警方调节和解后，在网络发布未經馬賽克處理拍攝男子容貌的影片版本，并发表相关争论性言论，後引發社会各界广泛关注。
2023年6月21日15时51分，四川大学在微博发布通报，根据《四川大学学生纪律处分规定》，给予张薇留校察看处分；依据《中國共產黨紀律處分條例》，给予张薇留党察看处分。同时对张薇推荐免试研究生的接收过程进行核查，声称未发现违反国家和学校相关规定的情形。